# Нью Зиланд Сайкл Классик
Нью Зиланд Сайкл Классик (англ. New Zealand Cycle Classic) — шоссейная многодневная велогонка, проходящая по территории Новой Зеландии вблизи от её столицы Веллингтона в одноимённом регоне с 1988 года.

## История
Гонка была создана в 1988 году и проводилась под названием Тур Веллингтона (англ. Tour of Wellington) участие в которой принимали любители. Дебютный выпуск проводился в течение двух дней. Под руководством сегодняшнего директора гонки Хорхе Сандовала стала увеличиваться продолжительность гонки, проводя в основном по два этапа в день. С 1991 года гонка состояла из 7 этапов проходивших в течение 4 дней, а с 1993 — 7 этапов за 5 дней.
В 1999 году впервые приняли участие профессионалы, гонка получила категорию 2.5 и состояла из 11 этапов, прошедших в течение 11 дней. В следующий раз профессионалы приняли участие в 2001 году, а победу впервые одержал не местный велогонщик.
С 2004 года гонка окончательно становится профессиональной, а с 2005 года входит в UCI Oceania Tour, имея категорию 2.2. В 2006 гонка проводилась под названием Траст Хаус Сайкл Классик (англ. Trust House Cycle Classic) в честь главного спонсора.
С 2010 гада формат проведения становится 5 этапов за 5 дней. В 2012 году меняет название текущие Нью Зиланд Сайкл Классик (англ. New Zealand Cycle Classic). В 2012 и 2013 годах он гонка полностью проходила в соседнем регионе Манавату-Уангануи, причем все этапы начинались и заканчивались в городе Палмерстон-Норт. 
В 2017 году гонка отметила своё 30-летие. 
С 2005 по 2012 и в 2015 году проводилась женская версия велогонки. 
В августе 2024 года организатор гонки Хорхе Сандовал объявил об отмене гонки (20025 года) из-за финансовых трудностей. Основной причиной стали проблемы с поиском титульного спонсора которому было бы предоставлена возможность указать своё имя в названии гонки.

## Призёры
| Год                       | Победитель        | Второй            | Третий             |
| ------------------------- | ----------------- | ----------------- | ------------------ |
| Tour of Wellington        |                   |                   |                    |
| 1988                      | Даррен Раш        |                   |                    |
| 1989                      | Брайан Фаулер     |                   |                    |
| 1990                      | Брайан Фаулер     |                   |                    |
| 1991                      | Брайан Фаулер     |                   |                    |
| 1992                      | Брайан Фаулер     |                   |                    |
| 1993                      | Clark Richards    |                   |                    |
| 1994                      | Рик Рид           |                   |                    |
| 1995                      | Робби Макьюэн     |                   |                    |
| 1996                      | Рик Рид           |                   |                    |
| 1997                      | Кори Свит         |                   |                    |
| 1998                      | Hayden Bradbury   |                   |                    |
| 1999                      | Джулиан Дин       | Кори Уильямс      | Уоррен Кларк       |
| 2000                      | Брендан Вести     | Брайс Шепли       | Барт Хиксон        |
| 2001                      | Кристофер Дженнер | Грэм Миллер       | Брендан Вести      |
| 2002                      | Робин Нил Рид     | Хейден Рулстон    | Брайс Шепли        |
| 2003                      | Matthew Yates     | Джеффри Бурндред  | Тимоти Гадселл     |
| 2004                      | Эрик Уолберг      | Робин Нил Рид     | Шарль Дионн        |
| 2005                      | Мэттью Ллойд      | Фрейзер МакМастер | Питер Лэтэм        |
| Trust House Cycle Classic |                   |                   |                    |
| 2006                      | Хейден Рулстон    | Тимоти Гадселл    | Эван Олифант       |
| Tour of Wellington        |                   |                   |                    |
| 2007                      | Хейден Рулстон    | Крейг МакКартни   |                    |
| 2008                      | Трэвис Мейер      | Робин Нил Рид     | Дэвид Пелл         |
| 2009                      | Питер Макдональд  | Джереми Веннелл   | Тимоти Рой         |
| 2010                      | Михаэль Торклер   | Лахлан Норрис     | Джей Роберт Томсон |
| 2011                      | Джордж Беннетт    | Патрик Лэйн       | Джеймс Уильямсон   |
| New Zealand Cycle Classic |                   |                   |                    |
| 2012                      | Джей Маккарти     | Даррен Лапторне   | Кэмпбелл Флэйкмор  |
| 2013                      | Натан Эрл         | Бенжамин Дибал    | Уильям Уокер       |
| 2014                      | Майкл Винк        | Джеймс Орам       | Адам Филен         |
| 2015                      | Тейлор Ганмен     | Джейсон Кристи    | Дион Смит          |
| 2016                      | Бен О’Коннор      | Марк О’Брайен     | Стивен Уильямс     |
| 2017                      | Джозеф Купер      | Логан Гриффин     | Джеймс Орам        |
| 2018                      | Хейден Маккормик  | Иэн Бибби         | Роберт Стэннард    |
| 2019                      | Аарон Гейт        | Джесси Феатонби   | Джей Вайн          |
| 2020                      | Райли Филд        | Аарон Гейт        | Корбин Стронг      |
| 2021                      | Корбин Стронг     | Финн Фишер-Блэк   | Аарон Гейт         |
| 2022                      | Марк Стюарт       | Ollie Jones       | Лоренс Пити        |
| 2023                      | Джеймс Орам       | Джош Бёрнетт      | Адне ван Энгелен   |
| 2024                      | Аарон Гейт        | Elliot Schultz    | Ollie Jones        |